# Elisa Bartoli
Elisa Bartoli (Roma, 7 maggio 1991) è una calciatrice italiana, difensore dell'Inter e della nazionale italiana. Vestendo la maglia della nazionale Under-19 ha conquistato il titolo di campione nell'edizione 2008 del Campionato europeo di categoria.

## Carriera

### Club
Elisa Bartoli è cresciuta calcisticamente nella Roma Calcio Femminile, tra le cui file ha disputato sei campionati, passando nel giro di tre anni dalla Serie B alla Serie A, passando dalla Serie A2. Nell'estate 2012 ha lasciato la capitale per trasferirsi in Sardegna per vestire la maglia della Torres. Con la società sarda ha vinto uno scudetto nella stagione 2012-2013 e due Supercoppe.

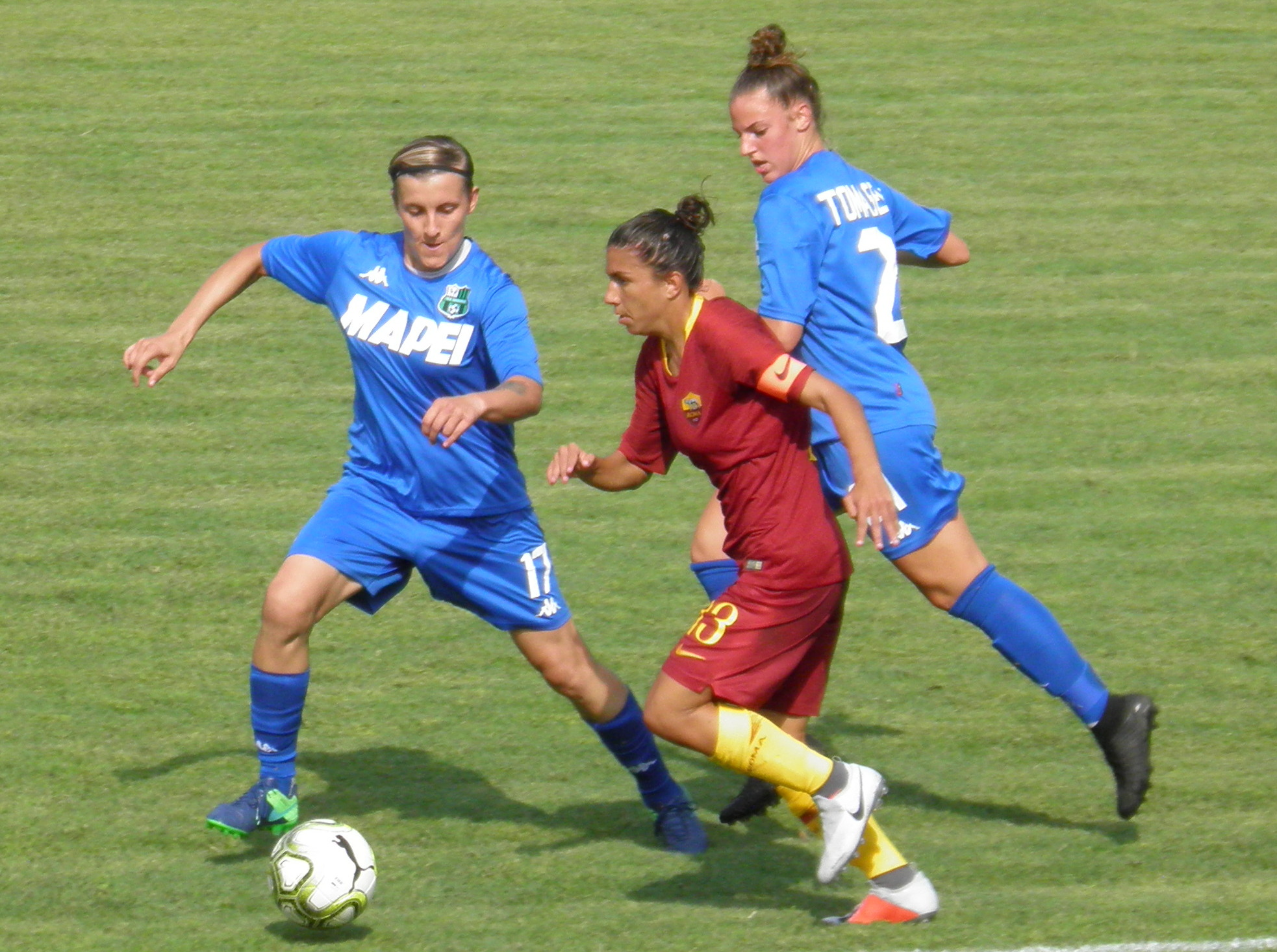
Bartoli (al centro) in azione da capitana della nel 2018

Nell'estate 2015, a seguito della mancata iscrizione della Torres alla Serie A, Elisa Bartoli ha trovato un accordo con la società bergamasca del Mozzanica. Nel 2016 è entrata a far parte della Fiorentina con cui ha vinto uno scudetto e ben due volte la Coppa Italia. Nel 2018 ritorna nella capitale con la maglia della Roma, divenendone anche il primo storico capitano. Con le giallorosse vince nuovamente la  Coppa Italia, il 30 maggio del 2021.
Nella stagione 2021-22 conquista con le giallorosse la prima storica qualificazione alla UEFA Women's Champions League del club capitolino.
Raggiunge nuovamente anche la finale di Coppa Italia, ma la sua Roma perderà in rimonta contro la Juventus.
Nella sua quinta stagione in giallorosso, per Bartoli arrivano la vittoria della Supercoppa italiana e, poi, la prima rete in Women's Champions League, in occasione della gara di andata del preliminare contro lo Sparta Praga, vinta in rimonta per 2-1 dalla Roma. Nel febbraio del 2023, rinnova il proprio contratto con la società giallorossa fino al 30 giugno 2025. Il 29 aprile 2023 segna il gol della vittoria finale per 2-1 contro la Fiorentina, che permette alla Roma di conquistare il primo Scudetto della sua storia.
Dopo aver conquistato anche un secondo Scudetto e una Coppa Italia con la formazione capitolina, il 9 agosto 2024 Bartoli viene ingaggiata a titolo definitivo dall'Inter, sempre in Serie A, con cui firma un contratto biennale. Segna il suo primo gol in nerazzurro l'8 dicembre, nel derby cittadino contro il Milan pareggiato per 1-1.

### Nazionale
È stata convocata per rappresentare l'Italia nella nazionale Under-17 in occasione della prima fase di qualificazione all'edizione 2008 del campionato europeo di categoria, facendo il suo debutto in un torneo ufficiale UEFA il 5 novembre 2007, nella partita vinta per 6-2 sulle pari età della Bielorussia. Con la maglia delle Azzurrine U-17 ha totalizzato 3 presenze in competizioni ufficiali UEFA.
Grazie alle sue prestazioni, il commissario tecnico Corrado Corradini l'ha convocata nella nazionale Under-19 e l'ha inserita nella rosa della squadra che ha partecipato alle fasi finali di Francia 2008, 11ª edizione del Campionato europeo femminile Under 19 di calcio, formazione con la quale è riuscita a vincere il torneo e ad aggiudicare il primo titolo alla nazionale giovanile italiana. In competizioni ufficiali UEFA con la Maglia delle Azzurrine U-19, fino al 2010, Bartoli ha totalizzato 17 presenze siglando 2 reti.
Nel 2011 la sua prima convocazione nella nazionale maggiore, nel raduno di Abano Terme dove il ct Pietro Ghedin preparava la squadra per le impegnative partite contro gli Stati Uniti d'America per aggiudicarsi ai play-off un posto nella fase finale dei Mondiali 2011, impresa non riuscita per la doppia vittoria delle statunitensi per 1-0 sia nella partita di andata che per quella di ritorno.
Nel novembre 2016 viene inserita nella lista delle giocatrici convocate per il "Torneo Internazionale Manaus 2016", in programma dal 7 al 18 dicembre 2016. Nel 2019 viene inserita dalla ct Milena Bertolini nella lista delle convocate per la coppa del mondo, competizione dove l'Italia è stata eliminata dall'Olanda ai quarti di finale.

## Statistiche

### Presenze e reti nei club
Statistiche aggiornate al 10 maggio 2025.
| Stagione          | Squadra           | Campionato        | Campionato | Campionato | Coppe nazionali | Coppe nazionali | Coppe nazionali | Coppe internazionali | Coppe internazionali | Coppe internazionali | Altre coppe | Altre coppe | Altre coppe | Totale | Totale |
| Stagione          | Squadra           | Comp              | Pres       | Reti       | Comp            | Pres            | Reti            | Comp                 | Pres                 | Reti                 | Comp        | Pres        | Reti        | Pres   | Reti   |
| ----------------- | ----------------- | ----------------- | ---------- | ---------- | --------------- | --------------- | --------------- | -------------------- | -------------------- | -------------------- | ----------- | ----------- | ----------- | ------ | ------ |
| 2006-2007         | Roma CF           | B                 | ?          | ?          | CI              | ?               | ?               | -                    | -                    | -                    | -           | -           | -           | ?      | ?      |
| 2007-2008         | Roma CF           | A2                | 19         | 1          | CI              | ?               | ?               | -                    | -                    | -                    | -           | -           | -           | 19+    | 1+     |
| 2008-2009         | Roma CF           | A                 | 19         | 0          | CI              | ?               | ?               | -                    | -                    | -                    | -           | -           | -           | 19+    | 0+     |
| 2009-2010         | Roma CF           | A                 | 18         | 1          | CI              | ?               | ?               | -                    | -                    | -                    | -           | -           | -           | 18+    | 1+     |
| 2010-2011         | Roma CF           | A                 | 20         | 2          | CI              | ?               | ?               | -                    | -                    | -                    | -           | -           | -           | 20+    | 2+     |
| 2011-2012         | Roma CF           | A                 | 24         | 1          | CI              | ?               | ?               | -                    | -                    | -                    | -           | -           | -           | 24+    | 1+     |
| Totale Roma CF    | Totale Roma CF    | Totale Roma CF    | 100+       | 5+         |                 | ?               | ?               |                      | -                    | -                    |             | -           | -           | 100+   | 5+     |
| 2012-2013         | Torres            | A                 | 18         | 1          | CI              | ?               | ?               | UWCL                 | 5                    | 0                    | SI          | 1           | 0           | 24+    | 1+     |
| 2013-2014         | Torres            | A                 | 27         | 1          | CI              | ?               | ?               | UWCL                 | 5                    | 0                    | SI          | 1           | 0           | 33+    | 1+     |
| 2014-2015         | Torres            | A                 | 22         | 5          | CI              | ?               | 1               | UWCL                 | 2                    | 0                    | -           | -           | -           | 24+    | 6      |
| Totale Torres     | Totale Torres     | Totale Torres     | 67         | 7          |                 | ?               | 1+              |                      | 12                   | 0                    |             | 2           | 0           | 81+    | 8+     |
| 2015-2016         | Mozzanica         | A                 | 16         | 2          | CI              | 5               | 2               | -                    | -                    | -                    | -           | -           | -           | 21     | 4      |
| 2016-2017         | Fiorentina        | A                 | 19         | 1          | CI              | 5               | 0               | -                    | -                    | -                    | -           | -           | -           | 24     | 1      |
| 2017-2018         | Fiorentina        | A                 | 20         | 1          | CI              | 4               | 0               | UWCL                 | 4                    | 0                    | SI          | 1           | 0           | 29     | 1      |
| Totale Fiorentina | Totale Fiorentina | Totale Fiorentina | 39         | 2          |                 | 9               | 0               |                      | 4                    | 0                    |             | 1           | 0           | 53     | 2      |
| 2018-2019         | Roma              | A                 | 22         | 4          | CI              | 4               | 1               | -                    | -                    | -                    | -           | -           | -           | 26     | 5      |
| 2019-2020         | Roma              | A                 | 13         | 3          | CI              | 1               | 1               | -                    | -                    | -                    | -           | -           | -           | 14     | 4      |
| 2020-2021         | Roma              | A                 | 19         | 2          | CI              | 5               | 0               | -                    | -                    | -                    | SI          | 1           | 0           | 25     | 2      |
| 2021-2022         | Roma              | A                 | 16         | 2          | CI              | 6               | 1               | -                    | -                    | -                    | SI          | 1           | 0           | 23     | 3      |
| 2022-2023         | Roma              | A                 | 18         | 3          | CI              | 4               | 0               | UWCL                 | 11                   | 1                    | SI          | 1           | 0           | 34     | 4      |
| 2023-2024         | Roma              | A                 | 16         | 0          | CI              | 5               | 0               | UWCL                 | 5                    | 1                    | SI          | 1           | 0           | 27     | 1      |
| Totale Roma       | Totale Roma       | Totale Roma       | 104        | 14         |                 | 25              | 3               |                      | 16                   | 2                    |             | 4           | 0           | 149    | 18     |
| 2024-2025         | Inter             | A                 | 17         | 2          | CI              | 2               | 0               | -                    | -                    | -                    | -           | -           | -           | 19     | 2      |
| Totale carriera   | Totale carriera   | Totale carriera   | 233+       | 32+        |                 | 41+             | 6+              |                      | 32                   | 2                    |             | 7           | 0           | 423+   | 40+    |

### Presenze e reti in nazionale
| Cronologia completa delle presenze e delle reti in nazionale ― Italia | Cronologia completa delle presenze e delle reti in nazionale ― Italia | Cronologia completa delle presenze e delle reti in nazionale ― Italia | Cronologia completa delle presenze e delle reti in nazionale ― Italia | Cronologia completa delle presenze e delle reti in nazionale ― Italia | Cronologia completa delle presenze e delle reti in nazionale ― Italia | Cronologia completa delle presenze e delle reti in nazionale ― Italia | Cronologia completa delle presenze e delle reti in nazionale ― Italia |
| Data                                                                  | Città                                                                 | In casa                                                               | Risultato                                                             | Ospiti                                                                | Competizione                                                          | Reti                                                                  | Note                                                                  |
| --------------------------------------------------------------------- | --------------------------------------------------------------------- | --------------------------------------------------------------------- | --------------------------------------------------------------------- | --------------------------------------------------------------------- | --------------------------------------------------------------------- | --------------------------------------------------------------------- | --------------------------------------------------------------------- |
| 10-7-2013                                                             | Halmstad                                                              | Italia                                                                | 0 – 0                                                                 | Finlandia                                                             | Euro 2013 - 1º turno                                                  | -                                                                     |                                                                       |
| 13-7-2013                                                             | Halmstad                                                              | Italia                                                                | 2 – 1                                                                 | Danimarca                                                             | Euro 2013 - 1º turno                                                  | -                                                                     |                                                                       |
| 21-7-2013                                                             | Växjö                                                                 | Italia                                                                | 0 – 1                                                                 | Germania                                                              | Euro 2013 - Quarti di finale                                          | -                                                                     |                                                                       |
| 26-9-2013                                                             | Bassano del Grappa                                                    | Italia                                                                | 1 – 0                                                                 | Romania                                                               | Qual. Mondiali 2015                                                   | -                                                                     | 36’                                                                   |
| 31-10-2013                                                            | San Sebastián de los Reyes                                            | Spagna                                                                | 2 – 0                                                                 | Italia                                                                | Qual. Mondiali 2015                                                   | -                                                                     |                                                                       |
| 13-2-2014                                                             | Novara                                                                | Italia                                                                | 6 – 1                                                                 | Rep. Ceca                                                             | Qual. Mondiali 2015                                                   | -                                                                     |                                                                       |
| 5-3-2014                                                              | Larnaca                                                               | Inghilterra                                                           | 2 – 0                                                                 | Italia                                                                | Cyprus Cup 2014 - 1º turno                                            | -                                                                     |                                                                       |
| 7-3-2014                                                              | Larnaca                                                               | Italia                                                                | 1 – 3                                                                 | Canada                                                                | Cyprus Cup 2014 - 1º turno                                            | -                                                                     |                                                                       |
| 12-3-2014                                                             | Paralimni                                                             | Australia                                                             | 5 – 2                                                                 | Italia                                                                | Cyprus Cup 2014 - finale 7º/8º posto                                  | -                                                                     | 70’                                                                   |
| 5-4-2014                                                              | Vicenza                                                               | Italia                                                                | 0 – 0                                                                 | Spagna                                                                | Qual. Mondiali 2015                                                   | -                                                                     |                                                                       |
| 10-4-2014                                                             | Cluj-Napoca                                                           | Romania                                                               | 1 – 2                                                                 | Italia                                                                | Qual. Mondiali 2015                                                   | -                                                                     | 65’                                                                   |
| 14-6-2014                                                             | Praga                                                                 | Rep. Ceca                                                             | 0 – 4                                                                 | Italia                                                                | Qual. Mondiali 2015                                                   | -                                                                     |                                                                       |
| 13-9-2014                                                             | Vercelli                                                              | Italia                                                                | 4 – 0                                                                 | Estonia                                                               | Qual. Mondiali 2015                                                   | -                                                                     |                                                                       |
| 4-3-2015                                                              | Nicosia                                                               | Corea del Sud                                                         | 1 – 2                                                                 | Italia                                                                | Cyprus Cup 2015 - 1º turno                                            | -                                                                     |                                                                       |
| 6-3-2015                                                              | Larnaca                                                               | Italia                                                                | 3 – 2                                                                 | Scozia                                                                | Cyprus Cup 2015 - 1º turno                                            | -                                                                     |                                                                       |
| 11-3-2015                                                             | Larnaca                                                               | Italia                                                                | 2 – 3                                                                 | Messico                                                               | Cyprus Cup 2015 - 1º turno                                            | -                                                                     | 90’                                                                   |
| 28-5-2015                                                             | Nagano                                                                | Giappone                                                              | 1 – 0                                                                 | Italia                                                                | Amichevole                                                            | -                                                                     |                                                                       |
| 18-9-2015                                                             | La Spezia                                                             | Italia                                                                | 6 – 1                                                                 | Georgia                                                               | Qual. Euro 2017                                                       | -                                                                     |                                                                       |
| 24-10-2015                                                            | Cesena                                                                | Italia                                                                | 0 – 3                                                                 | Svizzera                                                              | Qual. Euro 2017                                                       | -                                                                     |                                                                       |
| 27-10-2015                                                            | Chomutov                                                              | Rep. Ceca                                                             | 0 – 3                                                                 | Italia                                                                | Qual. Euro 2017                                                       | 1                                                                     |                                                                       |
| 3-12-2015                                                             | Guiyang                                                               | Cina                                                                  | 1 – 1                                                                 | Italia                                                                | Amichevole                                                            | -                                                                     |                                                                       |
| 6-12-2015                                                             | Qujing                                                                | Cina                                                                  | 2 – 0                                                                 | Italia                                                                | Amichevole                                                            | -                                                                     |                                                                       |
| 2-3-2016                                                              | Dherynia                                                              | Ungheria                                                              | 0 – 2                                                                 | Italia                                                                | Cyprus Cup 2016 - 1º turno                                            | -                                                                     |                                                                       |
| 4-3-2016                                                              | Larnaca                                                               | Italia                                                                | 1 – 1                                                                 | Irlanda                                                               | Cyprus Cup 2016 - 1º turno                                            | -                                                                     | 46’                                                                   |
| 7-3-2016                                                              | Larnaca                                                               | Italia                                                                | 0 – 0                                                                 | Austria                                                               | Cyprus Cup 2016 - 1º turno                                            | -                                                                     |                                                                       |
| 9-4-2016                                                              | Bienne                                                                | Svizzera                                                              | 2 – 1                                                                 | Italia                                                                | Qual. Euro 2017                                                       | -                                                                     |                                                                       |
| 12-4-2016                                                             | Reggio Emilia                                                         | Italia                                                                | 3 – 1                                                                 | Irlanda del Nord                                                      | Qual. Euro 2017                                                       | -                                                                     |                                                                       |
| 7-6-2016                                                              | Gori                                                                  | Georgia                                                               | 0 – 7                                                                 | Italia                                                                | Qual. Euro 2017                                                       | -                                                                     |                                                                       |
| 7-12-2016                                                             | Manaus                                                                | Russia                                                                | 0 – 3                                                                 | Italia                                                                | Torneio Internacional 2016 - 1º turno                                 | -                                                                     |                                                                       |
| 11-12-2016                                                            | Manaus                                                                | Italia                                                                | 3 – 0                                                                 | Costa Rica                                                            | Torneio Internacional 2016 - 1º turno                                 | -                                                                     |                                                                       |
| 14-12-2016                                                            | Manaus                                                                | Brasile                                                               | 3 – 1                                                                 | Italia                                                                | Torneio Internacional 2016 - 1º turno                                 | -                                                                     | 46’                                                                   |
| 18-12-2016                                                            | Manaus                                                                | Brasile                                                               | 5 – 3                                                                 | Italia                                                                | Torneio Internacional 2016 - finale                                   | -                                                                     |                                                                       |
| 7-4-2017                                                              | Stoke-on-Trent                                                        | Inghilterra                                                           | 1 – 1                                                                 | Italia                                                                | Amichevole                                                            | -                                                                     | 85’                                                                   |
| 17-7-2017                                                             | Rotterdam                                                             | Italia                                                                | 1 – 2                                                                 | Russia                                                                | Euro 2017 - 1º turno                                                  | -                                                                     |                                                                       |
| 21-7-2017                                                             | Tilburg                                                               | Germania                                                              | 2 – 1                                                                 | Italia                                                                | Euro 2017 - 1º turno                                                  | -                                                                     |                                                                       |
| 15-9-2017                                                             | La Spezia                                                             | Italia                                                                | 5 – 0                                                                 | Moldavia                                                              | Qual. Mondiali 2019                                                   | -                                                                     |                                                                       |
| 24-10-2017                                                            | Castel di Sangro                                                      | Italia                                                                | 3 – 0                                                                 | Romania                                                               | Qual. Mondiali 2019                                                   | -                                                                     |                                                                       |
| 28-11-2017                                                            | Estoril                                                               | Portogallo                                                            | 0 – 1                                                                 | Italia                                                                | Qual. Mondiali 2019                                                   | -                                                                     | 71’                                                                   |
| 20-1-2018                                                             | Marsiglia                                                             | Francia                                                               | 1 – 1                                                                 | Italia                                                                | Amichevole                                                            | -                                                                     |                                                                       |
| 28-2-2018                                                             | Larnaca                                                               | Italia                                                                | 3 – 0                                                                 | Svizzera                                                              | Cyprus Cup 2018 - 1º turno                                            | -                                                                     | 87’                                                                   |
| 5-3-2018                                                              | Larnaca                                                               | Finlandia                                                             | 2 – 2                                                                 | Italia                                                                | Cyprus Cup 2018 - 1º turno                                            | -                                                                     | 65’                                                                   |
| 7-3-2018                                                              | Larnaca                                                               | Spagna                                                                | 2 – 0                                                                 | Italia                                                                | Cyprus Cup 2018 - finale 1º/2º posto                                  | -                                                                     |                                                                       |
| 6-4-2018                                                              | Vadul lui Vodă                                                        | Moldavia                                                              | 1 – 3                                                                 | Italia                                                                | Qual. Mondiali 2019                                                   | -                                                                     |                                                                       |
| 10-4-2018                                                             | Ferrara                                                               | Italia                                                                | 2 – 1                                                                 | Belgio                                                                | Qual. Mondiali 2019                                                   | -                                                                     |                                                                       |
| 8-6-2018                                                              | Firenze                                                               | Italia                                                                | 3 – 0                                                                 | Portogallo                                                            | Qual. Mondiali 2019                                                   | -                                                                     |                                                                       |
| 9-10-2018                                                             | Cremona                                                               | Italia                                                                | 1 – 0                                                                 | Svezia                                                                | Amichevole                                                            | -                                                                     |                                                                       |
| 10-11-2018                                                            | Osnabrück                                                             | Germania                                                              | 5 – 2                                                                 | Italia                                                                | Amichevole                                                            | -                                                                     | 80’                                                                   |
| 18-1-2019                                                             | Empoli                                                                | Italia                                                                | 2 – 1                                                                 | Cile                                                                  | Amichevole                                                            | -                                                                     |                                                                       |
| 22-1-2019                                                             | Cesena                                                                | Italia                                                                | 2 – 0                                                                 | Galles                                                                | Amichevole                                                            | -                                                                     | 80’                                                                   |
| 27-2-2019                                                             | Larnaca                                                               | Messico                                                               | 0 – 5                                                                 | Italia                                                                | Cyprus Cup 2019 - 1º turno                                            | -                                                                     |                                                                       |
| 6-3-2019                                                              | Larnaca                                                               | Corea del Nord                                                        | 3 – 3 dts (7 - 6 dtr)                                                 | Italia                                                                | Cyprus Cup 2019 - finale 1º/2º posto                                  | -                                                                     | 56’                                                                   |
| 5-4-2019                                                              | Lublino                                                               | Polonia                                                               | 1 – 1                                                                 | Italia                                                                | Amichevole                                                            | -                                                                     | 81’                                                                   |
| 9-4-2019                                                              | Reggio Emilia                                                         | Italia                                                                | 2 – 1                                                                 | Irlanda                                                               | Amichevole                                                            | -                                                                     | 29’                                                                   |
| 29-5-2019                                                             | Ferrara                                                               | Italia                                                                | 3 – 1                                                                 | Svizzera                                                              | Amichevole                                                            | -                                                                     | 43’                                                                   |
| 9-6-2019                                                              | Valenciennes                                                          | Australia                                                             | 1 – 2                                                                 | Italia                                                                | Mondiali 2019 - 1º turno                                              | -                                                                     | 46’                                                                   |
| 14-6-2019                                                             | Reims                                                                 | Giamaica                                                              | 0 – 5                                                                 | Italia                                                                | Mondiali 2019 - 1º turno                                              | -                                                                     |                                                                       |
| 18-6-2019                                                             | Valenciennes                                                          | Italia                                                                | 0 – 1                                                                 | Brasile                                                               | Mondiali 2019 - 1º turno                                              | -                                                                     | 15’ 71’                                                               |
| 25-6-2019                                                             | Montpellier                                                           | Italia                                                                | 2 – 0                                                                 | Cina                                                                  | Mondiali 2019 - Ottavi di finale                                      | -                                                                     |                                                                       |
| 29-6-2019                                                             | Valenciennes                                                          | Italia                                                                | 0 – 2                                                                 | Paesi Bassi                                                           | Mondiali 2019 - Quarti di finale                                      | -                                                                     | 46’                                                                   |
| 29-8-2019                                                             | Ramat Gan                                                             | Israele                                                               | 2 – 3                                                                 | Italia                                                                | Qual. Euro 2022                                                       | 1                                                                     |                                                                       |
| 3-9-2019                                                              | Tbilisi                                                               | Georgia                                                               | 0 – 1                                                                 | Italia                                                                | Qual. Euro 2022                                                       | -                                                                     |                                                                       |
| 4-10-2019                                                             | Ta' Qali                                                              | Malta                                                                 | 0 – 2                                                                 | Italia                                                                | Qual. Euro 2022                                                       | 1                                                                     | 84’                                                                   |
| 8-10-2019                                                             | Palermo                                                               | Italia                                                                | 2 – 0                                                                 | Bosnia ed Erzegovina                                                  | Qual. Euro 2022                                                       | -                                                                     |                                                                       |
| 8-11-2019                                                             | Benevento                                                             | Italia                                                                | 6 – 0                                                                 | Georgia                                                               | Qual. Euro 2022                                                       | -                                                                     |                                                                       |
| 12-11-2019                                                            | Castel di Sangro                                                      | Italia                                                                | 5 – 0                                                                 | Malta                                                                 | Qual. Euro 2022                                                       | -                                                                     | 46’                                                                   |
| 4-3-2020                                                              | Faro                                                                  | Portogallo                                                            | 1 – 2                                                                 | Italia                                                                | Algarve Cup 2020 - Prima fase                                         | -                                                                     | 72’                                                                   |
| 7-3-2020                                                              | Parchal                                                               | Nuova Zelanda                                                         | 0 – 3                                                                 | Italia                                                                | Algarve Cup 2020 - Seconda fase                                       | -                                                                     |                                                                       |
| 22-9-2020                                                             | Zenica                                                                | Bosnia ed Erzegovina                                                  | 0 – 5                                                                 | Italia                                                                | Qual. Euro 2022                                                       | -                                                                     |                                                                       |
| 27-10-2020                                                            | Empoli                                                                | Italia                                                                | 1 – 3                                                                 | Danimarca                                                             | Qual. Euro 2022                                                       | -                                                                     | 22’                                                                   |
| 1-12-2020                                                             | Viborg                                                                | Danimarca                                                             | 0 – 0                                                                 | Italia                                                                | Qual. Euro 2022                                                       | -                                                                     |                                                                       |
| 24-2-2021                                                             | Firenze                                                               | Italia                                                                | 12 – 0                                                                | Israele                                                               | Qual. Euro 2022                                                       | -                                                                     | 46’                                                                   |
| 13-4-2021                                                             | Firenze                                                               | Italia                                                                | 1 – 1                                                                 | Islanda                                                               | Amichevole                                                            | -                                                                     | 79’                                                                   |
| 10-6-2021                                                             | Ferrara                                                               | Italia                                                                | 1 – 0                                                                 | Paesi Bassi                                                           | Amichevole                                                            | -                                                                     |                                                                       |
| 17-9-2021                                                             | Trieste                                                               | Italia                                                                | 3 – 0                                                                 | Moldavia                                                              | Qual. Mondiali 2023                                                   | -                                                                     |                                                                       |
| 21-9-2021                                                             | Karlovac                                                              | Croazia                                                               | 0 – 5                                                                 | Italia                                                                | Qual. Mondiali 2023                                                   | -                                                                     |                                                                       |
| 8-4-2022                                                              | Parma                                                                 | Italia                                                                | 7 – 0                                                                 | Lituania                                                              | Qual. Mondiali 2023                                                   | -                                                                     | 46’                                                                   |
| 12-4-2022                                                             | Thun                                                                  | Svizzera                                                              | 0 – 1                                                                 | Italia                                                                | Qual. Mondiali 2023                                                   | -                                                                     |                                                                       |
| 1-7-2022                                                              | Castel di Sangro                                                      | Italia                                                                | 1 – 1                                                                 | Spagna                                                                | Amichevole                                                            | -                                                                     |                                                                       |
| 10-7-2022                                                             | Rotherham                                                             | Francia                                                               | 5 – 1                                                                 | Italia                                                                | Euro 2022 - Fase a gironi                                             | -                                                                     |                                                                       |
| 14-7-2022                                                             | Manchester                                                            | Italia                                                                | 1 – 1                                                                 | Islanda                                                               | Euro 2022 - Fase a gironi                                             | -                                                                     | 58’                                                                   |
| 18-7-2022                                                             | Manchester                                                            | Italia                                                                | 0 – 1                                                                 | Belgio                                                                | Euro 2022 - Fase a gironi                                             | -                                                                     |                                                                       |
| 2-9-2022                                                              | Chișinău                                                              | Moldavia                                                              | 0 – 8                                                                 | Italia                                                                | Qual. Mondiali 2023                                                   | -                                                                     | 57’                                                                   |
| 6-9-2022                                                              | Ferrara                                                               | Italia                                                                | 2 – 0                                                                 | Romania                                                               | Qual. Mondiali 2023                                                   | -                                                                     |                                                                       |
| 11-11-2022                                                            | Lignano Sabbiadoro                                                    | Italia                                                                | 0 – 1                                                                 | Austria                                                               | Amichevole                                                            | -                                                                     |                                                                       |
| 15-11-2022                                                            | Belfast                                                               | Irlanda del Nord                                                      | 1 – 0                                                                 | Italia                                                                | Amichevole                                                            | -                                                                     | 46’                                                                   |
| 2-8-2023                                                              | Wellington                                                            | Sudafrica                                                             | 3 – 2                                                                 | Italia                                                                | Mondiali 2023 - Fase a gironi                                         | -                                                                     | 64’                                                                   |
| 22-9-2023                                                             | San Gallo                                                             | Svizzera                                                              | 0 – 1                                                                 | Italia                                                                | UEFA Women's Nations League 2023-2024 - Fase a gironi                 | -                                                                     | 72’                                                                   |
| 27-10-2023                                                            | Salerno                                                               | Italia                                                                | 0 – 1                                                                 | Spagna                                                                | UEFA Women's Nations League 2023-2024 - Fase a gironi                 | -                                                                     | 90’                                                                   |
| 23-2-2024                                                             | Bagno a Ripoli                                                        | Italia                                                                | 0 – 0                                                                 | Irlanda                                                               | Amichevole                                                            | -                                                                     | 49’                                                                   |
| 5-4-2024                                                              | Cosenza                                                               | Italia                                                                | 2 – 0                                                                 | Paesi Bassi                                                           | Qual. Euro 2025                                                       | -                                                                     | 31’ 68’                                                               |
| 31-5-2024                                                             | Oslo                                                                  | Norvegia                                                              | 0 – 0                                                                 | Italia                                                                | Qual. Euro 2025                                                       | -                                                                     | 79’                                                                   |
| 4-6-2024                                                              | Ferrara                                                               | Italia                                                                | 1 – 1                                                                 | Norvegia                                                              | Qual. Euro 2025                                                       | -                                                                     | 84’                                                                   |
| 25-10-2024                                                            | Roma                                                                  | Italia                                                                | 5 – 0                                                                 | Malta                                                                 | Amichevole                                                            | -                                                                     | 19’                                                                   |
| Totale                                                                |                                                                       | Presenze                                                              | 93                                                                    |                                                                       | Reti                                                                  | 3                                                                     |                                                                       |

## Palmarès

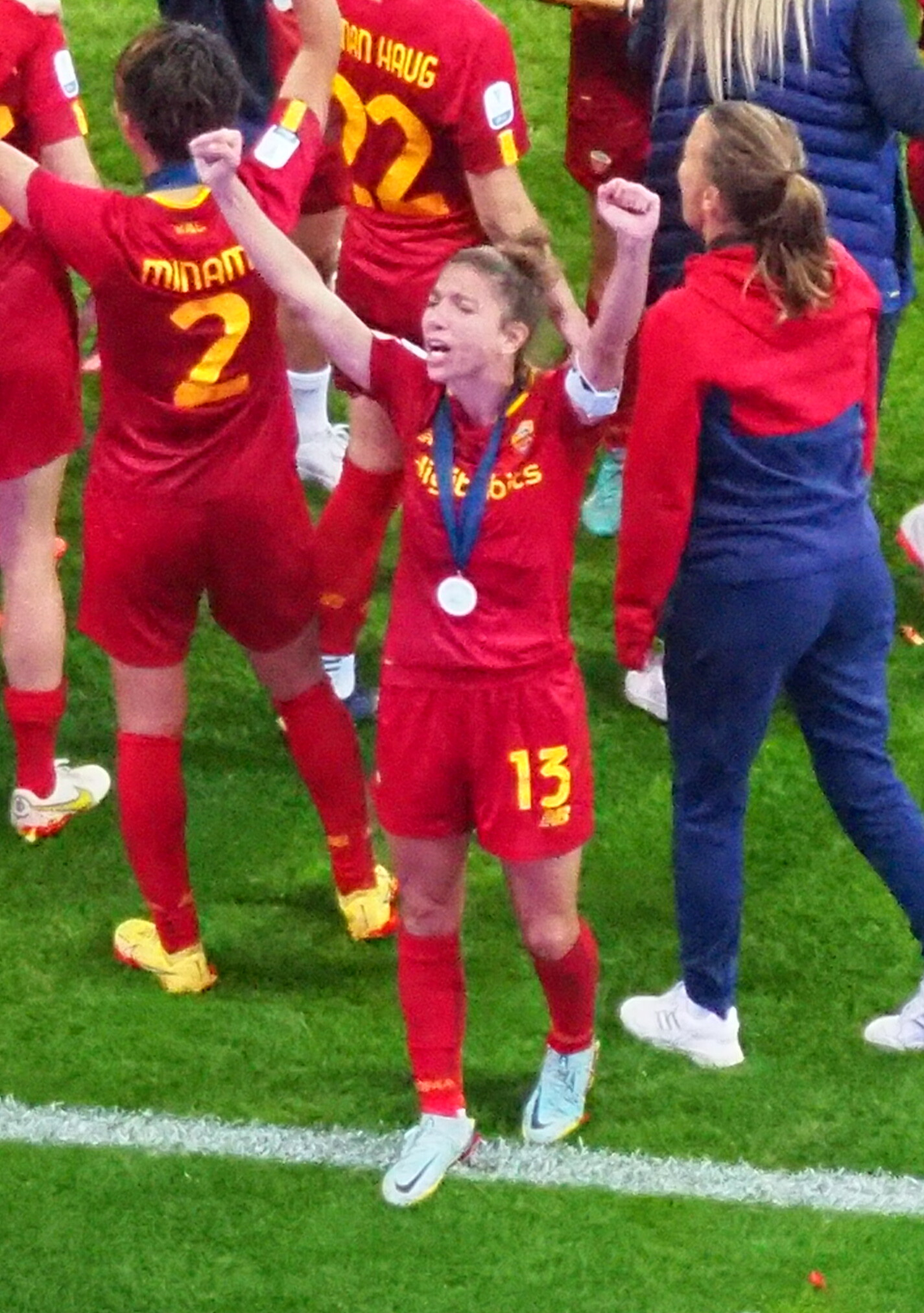
Bartoli festeggia la vittoria della Supercoppa italiana 2022 con la Roma

### Club
- Campionato italiano di Serie A2: 1

Roma CF: 2007-2008
- Supercoppa italiana: 3

Torres: 2012, 2013
Roma: 2022
- Campionato italiano: 4

Torres: 2012-2013
Fiorentina: 2016-2017
Roma: 2022-2023, 2023-2024
- Coppa Italia: 4

Fiorentina: 2016-2017, 2017-2018
Roma: 2020-2021, 2023-2024

### Nazionale
- Campionato d'Europa under 19: 1

2008

### Individuale
- Gran Galà del calcio AIC: 3

Squadra dell'anno: 2019, 2020, 2021